# Ягэр, Моника
Моника Ягэр (рум. Monica Iagăr; род. 2 апреля 1973, Сигету-Мармацией, Марамуреш), в замужестве Динеску (рум. Dinescu) — румынская легкоатлетка, специалистка по прыжкам в высоту. Выступала за сборную Румынии по лёгкой атлетике в 1994—2006 годах, чемпионка Европы на открытом стадионе и в помещении, победительница Всемирной Универсиады, победительница Кубка мира, чемпионка Балкан, многократная чемпионка Румынии, участница двух летних Олимпийских игр.

## Биография
Моника Ягэр родилась 1 апреля 1973 года в городе Сигету-Мармацией, жудец Марамуреш. Занималась лёгкой атлетикой в Бухаресте, проходила подготовку в столичных клубах «Стяуа» и «Динамо».
Первого серьёзного успеха на международном уровне добилась в сезоне 1994 года, когда вошла в состав румынской сборной и выступила на Кубке Европы в Бирмингеме, где в зачёте прыжков в высоту стала второй, уступив только белоруске Татьяне Шевчик. Позднее также представляла Румынию на чемпионате Европы в Хельсинки, в финал не вышла.
В 1995 году в той же дисциплине заняла 11-е место на чемпионате мира в помещении в Барселоне, соревновалась на чемпионате мира в Гётеборге.
В 1996 году стала пятой на чемпионате Европы в помещении в Стокгольме, при этом в ходе сезона была уличена в нарушении антидопинговых правил и отстранена от участия в соревнованиях сроком на 6 месяцев.
В 1997 году показала девятый результат на чемпионате мира в помещении в Париже, пятый результат на Кубке Европы в Мюнхене, выиграла бронзовую медаль на Мемориале братьев Знаменских в Москве, одержала победу на чемпионате Балкан в Афинах, заняла 13-е место на чемпионате мира в Афинах, получила серебро на Всемирной Универсиаде в Катании.
В 1998 году победила на чемпионате Европы в помещении в Валенсии, на чемпионате Европы в Будапеште и на Кубке мира в Йоханнесбурге.
В январе 1999 года на домашнем турнире в Бухаресте установила свой личный рекорд в прыжках в высоту — 2,03 метра. Кроме того, стала четвёртой на чемпионате мира в помещении в Маэбаси, второй на Кубке Европы в Париже, превзошла всех соперниц на Всемирной Универсиаде в Пальме, закрыла десятку сильнейших чемпионата мира в Севилье.
В 2000 году на соревнованиях в Вильнёв-д’Аск показала лучший результат мирового сезона — 2,02 метра, позднее отметилась победой на Кубке Европы в Гейтсхеде. Благодаря череде успешных выступлений удостоилась права защищать честь страны на летних Олимпийских играх в Сиднее — в финале взяла высоту в 1,93 метра, расположившись в итоговом протоколе соревнований на девятой строке.
В 2001 году была восьмой на чемпионате мира в помещении в Лиссабоне, седьмой на чемпионате мира в Эдмонтоне.
В 2004 году выступила на чемпионате мира в помещении в Будапеште. Принимала участие в Олимпийских играх в Афинах — на сей раз с результатом 1,93 метра стала в прыжках в высоту восьмой.
На чемпионате мира 2005 года в Хельсинки в финал не вышла.
Завершила спортивную карьеру по окончании сезона 2006 года.